# Едуардо Арсе Кірога
Едуардо Арсе Кірога (ісп. Eduardo Arze Quiroga; 6 січня 1907, Кочабамба — 1 серпня 1989, Ла-Пас) — болівійський науковець, журналіст, політик і дипломат, який обіймав посаду міністра закордонних справ з 1960 по 1962 рік у другому кабінеті Віктора Паса Естенсоро. До цього обіймав різні дипломатичні посади в урядах Енріке Пеньяранди та Гуальберто Вільярроеля.

## Ранні роки
Народився 6 січня 1907 року в Кочабамбі в сім'ї Енріке Арсе та Ріти Кіроги. Вивчав право в Університеті Сан-Сімон, який закінчив 1927 року, а потім навчався на факультеті соціальних і політичних наук Римського університету. У 1921—1932 роках обіймав посаду головного редактора газети Кочабамби «El Republicano». Як журналіста, його знали як палкого прихильника Даніеля Саламанки Урея. 1933 року ув'язнений на два роки в Кампо-Гранде, беручи участь сержантом у Чакській війні.
Після служби працював професором юридичного факультету Університету Сан-Сімон з 1937 по 1940 рік. У 1939—1940 роках викладав у Вищій військовій школі в Кочабамбі.

## Дипломатична кар'єра
1940 року призначений особистим секретарем тимчасового президента Карлоса Кінтанільї. Коли Кінтанілья отримав призначення послом до Святого Престолу, Арсе Кірога супроводжував його на посаді секретаря до 1941 року, коли президент Енріке Пеньяранда призначив його повіреним у справах; цю посаду він обіймав до 1942 року.
Після повернення до Болівії Арсе Кірога став видатним лідером Революційного націоналістичного руху. У грудні 1943 року президент хунти Гуальберто Вільярроель призначив його заступником міністра закордонних справ. 1944 року обраний депутатом від Кочабамби на Установчих зборах 1944—1945 років, які розробили Політичну конституцію Республіки 1945 року. Виконуючи ці функції, його знову призначили заступником міністра закордонних справ. Він очолював болівійську делегацію на конференції в Чапультепеку, супроводжував міністра закордонних справ Хосе Селестіно Пінто як член болівійської делегації на конференції в Сан-Франциско 1945 року (на якій було засновано Організацію Об'єднаних Націй). Його термін перебування на посаді закінчився з падінням уряду Вільярроеля 21 липня 1946 року.
1951 року повернувся до політики, балотувавшись від власної партії на посаду сенатора від Кочабамби й отримав 6750 голосів. Відіграв визначну роль у період Національної революції, що відбувся після скасування цих виборів. З 1952 по 1954 рік обіймав посаду посла Болівії в Організації Об'єднаних Націй. 1955 року ненадовго повернувся до Болівії, де отримав призначення ректора Вищого університету Сан-Сімона, але повернувся до дипломатії як посол у Колумбії у 1957—1959 роках.
Указом Президента від 6 серпня 1960 року президент Віктор Пас Естенсоро призначив його міністром закордонних справ. Під час перебування на посаді взяв участь у кількох міжнародних зустрічах і підписав численні угоди, як-от Угода про культурний обмін з Чехословаччиною 23 січня 1961 року, Угода про економічне співробітництво з Колумбією 2 серпня 1961 року й Угода про подвійне громадянство з Іспанією 12 жовтня 1961 року.
8 січня 1962 року пішов у відставку з посади міністра закордонних справ та отримав призначення посла в Аргентині до 1964 року. Того ж року залишив державні посади внаслідок державного перевороту. 1973 року вступив до Болівійської академії історії, захистивши дисертацію з політичної філософії Даніеля Саламанки, та почав викладати історію у Вищому університеті Сан-Андреса в Ла-Пасі.
Після повернення Віктора Паса Естенсоро на посаду 1985 року, він доручив Арсе Кірогу посаду керівника місії посольства Болівії в Бразилії. Він обіймав цю дипломатичну посаду близько двох років.
Помер 1989 року у Ла-Пасі.

## Публікації
- Quiroga, Eduardo Arze (1960). Documentos para una historia de la guerra del Chaco (ісп.). Editorial D. Bosco.
- Quiroga, Eduardo Arze (1969). Historia de Bolivia: fases del proceso hispano-americano: orígenes de la sociedad boliviana en el siglo XVI (ісп.). Editorial "Los Amigos de Libro,".
- Quiroga, Eduardo Arze; Nación (Argentina), Archivo General de la (1975). Papeles de Cochabamba en el Archivo General de la Nación Argentina: sesquicentenario de la independencia nacional de Bolivia : homenaje del Banco Hipotecario Nacional (ісп.). El Banco.
- Quiroga, Eduardo Arze (1981). Daniel Salamanca, estadista y pensador (ісп.). Biblioteca Popular Boliviana de "Ultima Hora".
- Quiroga, Eduardo Arze (1991). Las relaciones internacionales de Bolivia, 1825-1990 (ісп.). Editorial "Los Amigos del Libro".